# Parasubria ziczac
Parasubria ziczac är en insektsart som beskrevs av Heinrich Hugo Karny 1911. Parasubria ziczac ingår i släktet Parasubria och familjen vårtbitare. Inga underarter finns listade i Catalogue of Life.